# Svømning under sommer-OL 2020 – 4x100 m fri (damer)
4x100 m fri for damer under Sommer-OL 2020 fandt sted den 24. juli - 25. juli 2021 i Tokyo Aquatics Centre.

## Medaljefordeling
| Medaljetagere | Medaljetagere | Medaljetagere | Medaljetagere |
| --- | --- | --- | ------------- |
| Guld | Sølv | Bronze |               |
| Australien · Bronte Campbell (53.01) · Meg Harris (53.09) · Emma McKeon (51.35) · Cate Campbell (52.24) · Mollie O'Callaghan[b] · Madison Wilson[b] | Canada · Kayla Sanchez (53.42) · Maggie Mac Neil (53.47) · Rebecca Smith (53.63) · Penny Oleksiak (52.26) · Taylor Ruck[b] | USA · Erika Brown (54.02) · Abbey Weitzeil (52.68) · Natalie Hinds (53.15) · Simone Manuel (52.96) · Catie DeLoof[b] · Allison Schmitt[b] · Olivia Smoliga[b] |               |

## Turneringsformat
Konkurrencen blev afviklet med indledende heats og finale. Efter de indledende heats går de 8 bedste tider videre til finalen, hvor medaljerne bliver fordelt.

## Tidsplan
Nedenstående tabel viser tidsplanen for afvikling af konkurrencen:
| Dato     | Tid   | Runde  |
| -------- | ----- | ------ |
| 24. juli | 21:15 | Heat 1 |
| 24. juli | 21:25 | Heat 2 |
| 25. juli | 11:45 | Finale |

## Resultater

### Heats
| Nr. | Heat | Bane | Navn           | Nationalitet                                                                                              | Tid     | Noter |
| --- | ---- | ---- | -------------- | --- | ------- | ----- |
| 1   | 2    | 4    | Australien     | Mollie O'Callaghan (53.08) Meg Harris (52.73) Madison Wilson (53.10) Bronte Campbell (52.82)              | 3:31.73 | Q     |
| 2   | 2    | 3    | Holland        | Kim Busch (54.79) Ranomi Kromowidjojo (52.50) Marrit Steenbergen (54.32) Femke Heemskerk (51.90)          | 3:33.51 | Q     |
| 3   | 2    | 5    | Australien     | Kayla Sanchez (53.45) Taylor Ruck (54.16) Rebecca Smith (53.73) Penny Oleksiak (52.38)                    | 3:33.72 | Q     |
| 4   | 1    | 5    | Storbritannien | Lucy Hope (54.37) Anna Hopkin (52.65) Abbie Wood (53.55) Freya Anderson (53.46)                           | 3:34.03 | Q, NR |
| 5   | 1    | 4    | USA            | Olivia Smoliga (54.06) Catie DeLoof (53.42) Allison Schmitt (54.04) Natalie Hinds (53.28)                 | 3:34.80 | Q     |
| 6   | 2    | 6    | Kina           | Cheng Yujie (54.03) Zhu Menghui (53.48) Ai Yanhan (54.33) Wu Qingfeng (53.23)                             | 3:35.07 | Q, AS |
| 7   | 1    | 2    | Danmark        | Pernille Blume (53.15) Signe Bro (53.19) Julie Kepp Jensen (54.72) Jeanette Ottesen (54.50)               | 3:35.56 | Q, NR |
| 8   | 1    | 6    | Sverige        | Sarah Sjöström (52.95) Michelle Coleman (53.44) Louise Hansson (53.68) Sara Junevik (55.86)               | 3:35.93 | Q     |
| 9   | 2    | 2    | Japan          | Chihiro Igarashi (54.10) Rikako Ikee (53.63) Natsumi Sakai (54.70) Rika Omoto (53.77)                     | 3:36.20 |       |
| 10  | 1    | 3    | Frankrig       | Béryl Gastaldello (54.28) Charlotte Bonnet (53.05) Margaux Fabre (54.83) Anouchka Martin (54.45)          | 3:36.61 |       |
| 11  | 2    | 1    |                | Daria S. Ustinova (54.75) Arina Surkova (54.54) Elizaveta Klevanovich (54.57) Veronika Andrusenko (54.39) | 3:38.25 |       |
| 12  | 1    | 7    | Brasilien      | Larissa Oliveira (54.79) Ana Carolina Vieira (54.92) Etiene Medeiros (55.42) Stephanie Balduccini (54.06) | 3:39.19 |       |
| 13  | 2    | 7    | Tyskland       | Lisa Höpink (54.83) Annika Bruhn (54.33) Marie Pietruschka (55.31) Hannah Küchler (54.86)                 | 3:39.33 |       |
| 14  | 2    | 8    | Tjekkiet       | Barbora Seemanová (53.86) Kristýna Horská (56.72) Barbora Janíčková (55.89) Anika Apostalon (55.93)       | 3:42.40 |       |
| 15  | 1    | 1    | Hongkong       | Tam Hoi Lam (55.58) Camille Cheng (54.61) Stephanie Au (56.96) Ho Nam Wai (56.37)                         | 3:43.52 |       |

### Finale
| Nr.                              | Bane | Land           | Svømmer                                                                                          | Tid     | Note |
| -------------------------------- | ---- | -------------- | ------------------------------------------------------------------------------------------------ | ------- | ---- |
| 1                                | 4    | Australien     | Bronte Campbell (53.01) Meg Harris (53.09) Emma McKeon (51.35) Cate Campbell (52.24)             | 3:29.69 | WR   |
| 2. plads, sølvmedaljemodtager(e) | 3    | Canada         | Kayla Sanchez (53.42) Margaret MacNeil (53.47) Rebecca Smith (53.63) Penny Oleksiak (52.26)      | 3:32.78 |      |
| 3                                | 2    | USA            | Erika Brown (54.02) Abbey Weitzeil (52.68) Natalie Hinds (53.15) Simone Manuel (52.96)           | 3:32.81 |      |
| 4                                | 5    | Holland        | Kim Busch (54.64) Ranomi Kromowidjojo (52.87) Kira Toussaint (54.14) Femke Heemskerk (52.05)     | 3:33.70 |      |
| 5                                | 6    | Storbritannien | Anna Hopkin (53.16) Abbie Wood (53.23) Lucy Hope (54.73) Freya Anderson (52.84)                  | 3:33.96 |      |
| 6                                | 8    | Sverige        | Sarah Sjöström (52.62) OR Michelle Coleman (53.62) Louise Hansson (53.51) Sophie Hansson (54.94) | 3:34.69 |      |
| 7                                | 7    | Kina           | Cheng Yujie (54.10) Zhu Menghui (53.54) Ai Yanhan (54.22) Wu Qingfeng (52.90)                    | 3:34.76 | AS   |
| 8                                | 1    | Danmark        | Pernille Blume (53.07) Signe Bro (53.78) Julie Kepp Jensen (54.46) Jeanette Ottesen (54.39)      | 3:35.70 |      |